# Molossus coibensis
Molossus coibensis és una espècie de ratpenat de la família dels molòssids que es troba al Brasil, Costa Rica, El Salvador, Mèxic, Panamà, el Perú i Veneçuela.